# Pamianthe peruviana
Pamianthe peruviana är en amaryllisväxtart som beskrevs av Otto Stapf. Pamianthe peruviana ingår i släktet Pamianthe och familjen amaryllisväxter.
Artens utbredningsområde är Peru. Inga underarter finns listade i Catalogue of Life.